# Bonite (Q19)
Pour les articles homonymes, voir Bonite.
La Bonite (numéro de coque Q19) était un des premiers sous-marins construits pour la marine française au début du XXe siècle. Le sous-marin était du type Romazzotti, et faisait partie de la classe Naïade. La Bonite a été désarmée juste avant le déclenchement de la Première Guerre mondiale.

## Conception
La Bonite a été commandée par la Marine nationale française dans le cadre de son programme de construction de 1900, appartenant à une classe de vingt sous-marins. Elle a été conçue par Gaston Romazzotti, un des premiers ingénieurs sous-marins français et le directeur de l’arsenal de Cherbourg. Elle était à simple coque, à double propulsion, et construite en bronze Roma, un alliage de cuivre conçu par Romazzotti.

## Historique
La Bonite est construite à Toulon, où elle est lancé le 4 février (ou 6 février selon d’autres sources) 1904 et admise au service actif le 27 février 1905,,.
Classés « torpilleurs sous-marins » selon l'appellation de l'époque,, ces submersibles sont spécialement conçus pour la garde des rades et des ports, et les Naïade ont servi de 1905 à 1914 à Toulon, La Pallice, Dunkerque, Bizerte et Saïgon. La Bonite est intégrée en 1910 à la Flottille de sous-marins de la Méditerranée. Ce sous-marin, comme la plupart de ceux de son type, est surtout connu pour ses nombreux abordages de bâtiments amis.
La carrière de la Bonite est en effet émaillée d’accidents :
- Le 16 janvier 1906, à la suite d'une erreur de transmission de l’ordre de « marche avant » à la salle des machines, la Bonite heurte le quai d’amarrage. Ses ailerons et son hélice sont mis hors service.
- Le 5 février 1906, lors d’un exercice d’attaque sous-marine au large des Îles d'Hyères, la Bonite entre en collision avec le cuirassé Suffren, le vaisseau amiral de l’Escadre de la Méditerranée. À la suite d'une erreur de position, le sous-marin fait surface à 30 mètres du cuirassé, et le choc a lieu à 7 mètres d’immersion. Il n’y a heureusement aucune victime à déplorer, mais les deux navires subissent de gros dégâts, et la Bonite est obligée de larguer ses plombs de sécurité.
- Le 11 mai 1906, la Bonite heurte l’extrémité sud de la grande jetée de Toulon alors qu’elle rentre dans la rade en plongée. Ceci impose le remplacement de l’étrave, et du gouvernail qui est faussé.
- Le 28 juin 1907, à l'aide d'un ponton grue, il est procédé à un essai sur la Bonite d’immersion profonde, à 90 mètres. Les résultats sont jugés satisfaisants, il n’apparaît sur la Bonite qu’une déformation de la coque de 1 millimètre.
- Le 5 juillet 1907, lors d’un essai d’étanchéité, la Bonite coule au bassin, car une vanne de la coque était restée ouverte. Il n’y a heureusement pas de victime. Le sous-marin est renfloué.
- Le 22 novembre 1907, lors d’un exercice au large de Toulon, à la suite d'une erreur de position, la Bonite aborde accidentellement en plongée le sous-marin Souffleur. Il y a des dégâts importants sur les deux sous-marins. Alors que le Souffleur était stoppé et que l’équipage examinait les avaries du premier abordage, la Bonite, devenue incontrôlable en raison des dégâts subis, aborde une seconde fois le Souffleur.
- Le 4 novembre 1910, la Bonite heurte en plongée le sous-marin Alose. Il n’y a que des dégâts légers sur les deux navires[3].

La Bonite est condamnée le 27 mars 1914,, désarmée le 21 mai 1914, et vendue à Toulon pour la démolition le 14 avril 1920,, pour la somme de 351 964 francs.